# Didymograptus
Didymograptus és un gènere extingit de graptòlits amb dues fileres de teques. Van viure durant l'Ordovicià mitjà, fins a l'Ordovicià tardà.
D'altres gèneres com ara Isograptus també tenen dues fileres, però es distingeixen per la simetria de cada un dels estípits, per la distància de l'embrancament al vèrtex (sícula)... Espècies del gènere Didymograptus es distingeixen per caràcters com ara la inclinació de septes entre teques, existència d'agulles a cada teca, angle de separació dels estípits...

## Distribució
S'han trobat fòssils de Didymograptus a l'Argentina, Austràlia, Bolívia, Canadà (Territoris del Nord-oest, Quebec, Yukon, Terranova i Labrador), Xile, Xina, Colòmbia (Tarqui, Huila), la República Txeca, Estònia, França, Iran , el Marroc, Nova Zelanda, Noruega, Perú, Portugal, la Federació de Rússia, l'Aràbia Saudita, Espanya, Suècia, el Regne Unit, els Estats Units (Alaska, Califòrnia, Idaho, Nevada, Nova York, Utah) i Veneçuela.